# Sifiso Nhlapo
Sifiso Nhlapo (nascido em 13 de maio de 1987) é um ciclista sul-africano, que representa seu país no BMX. Ganhador de duas medalhas no Campeonato Mundial de BMX, prata em 2010 e bronze em 2008.
Foi selecionado para representar a África do Sul nos Jogos Olímpicos de Pequim 2008 e Londres 2012, competindo na prova de BMX.

## Palmarés internacional
| Campeonato Mundial | Campeonato Mundial              | Campeonato Mundial | Campeonato Mundial |
| Ano                | Local                           | Medalha            | Competição         |
| ------------------ | ------------------------------- | ------------------ | ------------------ |
| 2008               | Taiyuan, China                  | 3                  | Corrida            |
| 2010               | Pietermaritzburg, África do Sul | 2                  | Corrida            |